# Oedalea ringdahli
Oedalea ringdahli is een vliegensoort uit de familie van de Hybotidae. De wetenschappelijke naam van de soort is voor het eerst geldig gepubliceerd in 1983 door Chvala.